# Lohagara (Narail)
Lohagara (en bengali : লোহাগড়া) est une upazila du Bangladesh dans le district de Narail. En 2011, on y dénombrait 228 594 habitants.